# Хубахер, Герман
Герман Хуба́хер (нем. Hermann Hubacher; 1 августа 1885, Биль — 18 ноября 1976, Цюрих) — швейцарский скульптор.
Герман Хубахер, сын владельца гравюрного ателье, учился на гравёра и ювелира в техническом училище в Биле, впоследствии решил заняться скульптурой. Учился в Женевской школе изящных искусств в 1905 году, в 1906—1907 годах — в Венской академии художеств. Путешествовал по Италии. В 1910—1916 годах держал собственное ателье в Берне. В 1926—1929 годах состоял членом Швейцарской художественной комиссии. В 1945 году получил звание почётного доктора Цюрихского университета. Похоронен на цюрихском кладбище Энценбюль.